# Cyphia comptonii
Cyphia comptonii là loài thực vật có hoa trong họ Hoa chuông. Loài này được Bond mô tả khoa học đầu tiên năm 1940.